# NAe São Paulo (A12)
NAe São Paulo (A12) byla brazilská letadlová loď, původně francouzská Foch (R99), druhá postavená jednotka třídy Clemenceau. V roce 2000 byla loď prodána do Brazílie a poté sloužila jako vlajková loď brazilského námořnictva. Šlo o druhou brazilskou válečnou loď tohoto jména. První byl dreadnought São Paulo, sloužící v letech 1910-1951. V letech 2005–2010 loď prošla modernizací, nevyřešeny však zůstaly problémy s katapulty a pohonným systémem, které měla vyřešit další velká modernizace. Stav plavidla byl tak špatný, že São Paulo za dobu operační služby nebyla bez nutnosti oprav nasazena déle než tři měsíce. Roku 2017 bylo kvůli přílišné finanční náročnosti od modernizace ustoupeno a naopak bylo rozhodnuto o vyřazení plavidla. Letadlová loď byla vyřazena 22. listopadu 2018. Po vyřazení byla v březnu 2021 prodána k sešrotování v Turecku. Během plavby do Turecka, ale z ekologických důvodů turecké úřady zamítly vstup lodi na své území. Stejné rozhodnutí poté učinily i brazilské úřady a tak byla vzhledem k velmi špatnému technickému stavu, řízeně potopena v únoru 2023 v mezinárodních vodách u pobřeží Brazílie.

## Konstrukce

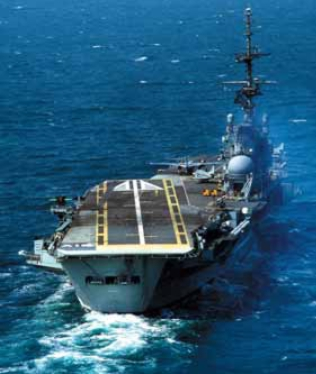
Na této fotografii je dobře patrná úhlová letová paluba.

São Paulo měla letovou palubu vyosenou pod úhlem 8°. Podpalubní hangár měl délku 180 metrů a šířku až 24 metrů. S palubou ho spojovala dvojice výtahů. Start letadel usnadňovaly dva parní katapulty.
Loď obvykle nesla 37 palubních letounů a dva vrtulníky. Její hlavní údernou silou byly útočné letouny Douglas A-4 Skyhawk, které Brazílie koupila od Kuvajtu v počtu 15 kusů. Bylo to 12 útočných AF 1 (A 4KU) a tři cvičné AF 1A (TA 4KU). Palubní letouny dále doplňovaly vrtulníky typů AS532 Cougar, SH-3A/B Sea King či Eurocopter Ecureuil.
Hlavňovou výzbroj tvořily čtyři 100mm kanóny v jednohlavňových věžích a pět 12,7mm kulometů. K boji proti vzdušným cílům sloužila dvě osminásobná vypouštěcí zařízení střel Crotale EDIR (neseno bylo 36 rezervních střel) a čtyři dvojitá vypouštěcí zařízení SIMBAD pro střely Mistral s dosahem 5 km. Střely Mistral mohly loď chránit i proti protilodním střelám.
Pohonný systém tvořily čtyři parní turbíny Parsons a šest kotlů. Lodní šrouby byly dva. Nejvyšší rychlost byla 30 uzlů. Dosah byl 7500 námořních mil při rychlosti 18 uzlů.

## Historie a služba

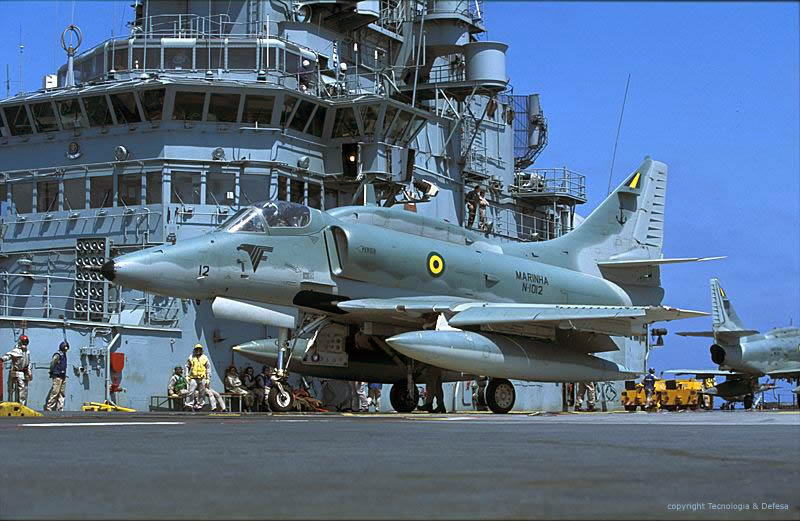
AF1 Skyhawk přistávající na São Paulo

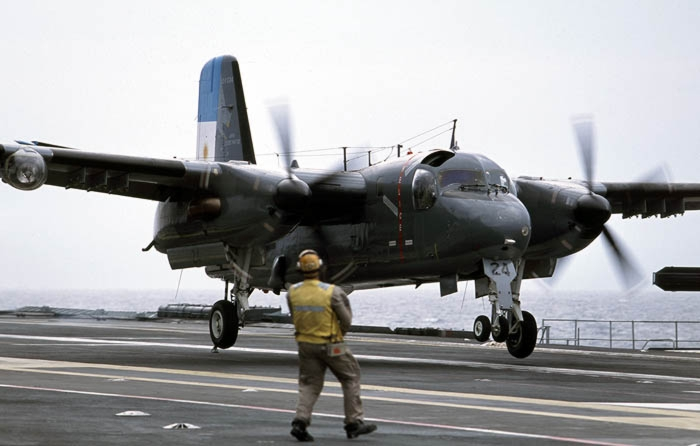
Přistání argentinského protiponorkového letounu Grumman S-2 Tracker

São Paulo byla postavena v letech 1957–1963 loděnicí Chantier de l'Atlantique v Saint-Nazaire a pojmenována Foch. V 1963–2000 pak sloužila ve francouzském námořnictvu. V roce 2000 byl Foch vyřazen ze služby a po opravách byl prodán do Brazílie.
Ve funkci brazilské vlajkové lodě São Paulo nahradila nosič NAe Minas Gerais (ex HMS Vengeance), z jehož paluby operovaly pouze protiponorkové letouny Grumman S-2 Tracker a vrtulníky Sea King. Minas Gerais byla roku 2004 vyřazena ze služby a São Paulo zůstala jedinou brazilskou letadlovou lodí. Byla také poslední letadlovou lodí v Jižní Americe.

### Částečná modernizace a následná likvidace
Během služby v brazilském námořnictvu postihly loď dva silné požáry. V letech 2005-2009 São Paulo prošla rozsáhlou modernizací v loděnici Arsenal de Marinha do Rio de Janeiro (AMRJ). Opraven byl pohonný systém, zejména lodní turbíny a palivové nádrže. Byla modernizována elektronika a výzbroj doplnila dvojitá vypouštěcí zařízení SIMBAD pro protiletadlové řízené střely Mistral.
Nevyřešeny však zůstaly problémy s katapulty a pohonným systémem, které měla vyřešit další velká modernizace. Stav plavidla byl tak špatný, že São Paulo za dobu operační služby nebyla bez nutnosti oprav nasazena déle než tři měsíce. Roku 2017 bylo kvůli přílišné finanční náročnosti od modernizace ustoupeno a naopak bylo rozhodnuto o vyřazení plavidla. K tomu došlo 22. listopadu 2018.
Loď potom stála zakotvená v přístavu a v roce 2021 ji jako železný šrot koupila turecká firma Sök Denizcilik. V červnu 2022 započal přesun do Turecka, ale když se loď nacházela u Gibraltaru, dostala od tureckých úřadů zákaz vplout do tureckých vod - loď byla označena kvůli velkému množství toxických látek, například 45 tun azbestu, za ekologickou hrozbu. Na konci ledna 2023 převzalo loď zpátky brazilské námořnictvo a oznámilo, že loď zlikviduje kontrolovaným potopením, které je podle něj jedinou možností kvůli špatnému technickému stavu plavidla. Odtažení zpět do Brazílie přitom zakázaly tamní soudy.
K potopení došlo v pátek 3. února 2023 během „pozdního odpoledne“, 350 km od brazilského pobřeží v Atlantiku do hloubky 5000 metrů. Vzhledem k větší vzdálenosti od chráněných míst by měl být dopad na ně omezený. Aktivisté z organizace Basel Action Network, zabývající se nebezpečnými odpady, tento plán ale označili za zločin proti životnímu prostředí, který porušuje hned tři mezinárodní úmluvy. Proti se postavila i brazilská ministryně životního prostředí Marina Silvaová a federální prokuratura požádala soud, aby potopení lodi zakázal. Soud ale na poslední chvíli zrušil vydání zákazu s tím, že „neplánované“ potopení může být pro životní prostředí ještě horší, než „řízené“ potopení.